# Faldistório

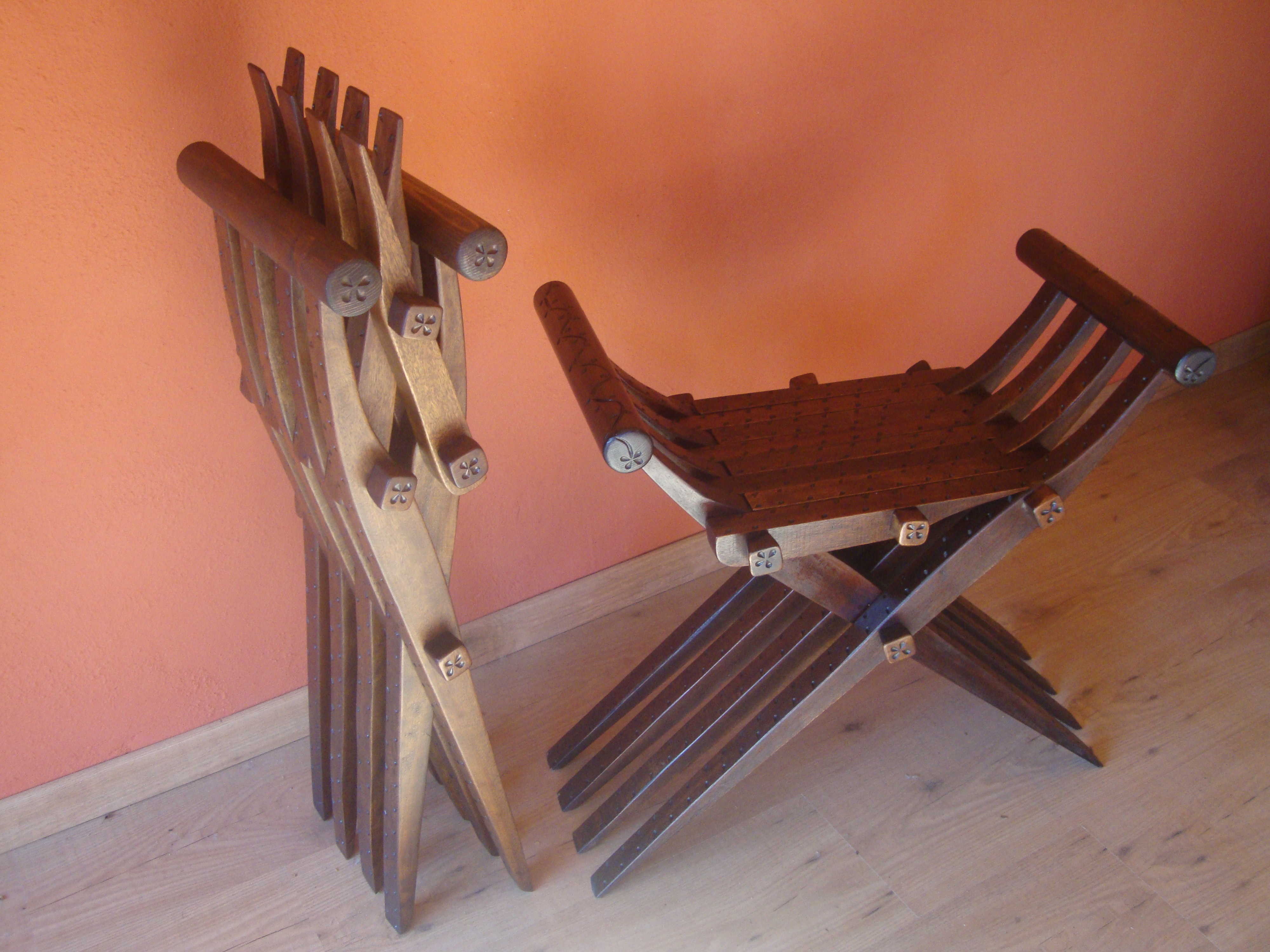
Faldistório dobrável.

Designa-se por faldistório (do latim faldistorium) um elegante assento originário da Idade Média que utilizam os bispos, ficando ao lado do altar-mor, em algumas funções como a administração dos sacramentos da confirmação, ordenações, etc. Também tem um uso civil como assento de dignidade usando-se neste caso como cadeira do rei ou de uma figura nobre.
É um assento sem espaldar, com quatro pilares pequenos nos cantos e os pés em forma de tesoura. 